# Scymnus rubromaculatus
Rödsköldad torrbackspiga (Scymnus rubromaculatus) är en skalbaggsart som först beskrevs av Johann August Ephraim Goeze 1777. Den ingår i släktet Scymnus och familjen nyckelpigor.

## Beskrivning
En tämligen brett oval nyckelpiga med mörka täckvingar. Antennerna och mundelarna är gula hos båda könen. Hanen har gulröd halssköld och huvud, medan honan endast har gul överläpp. Arten är mycket liten, med en kroppslängd på 1,8 till 2,3 mm.

## Utbredning
Utbredningsområdet omfattar Mellaneuropa och södra Nordeuropa från södra England och Frankrike österut över Vitryssland, Ukraina, Moldavien, Ryssland, Kaukasus, Turkiet och Kazakstan till Sibirien och Fjärran Östern. Arten förekommer även i tropiska Afrika. I Sverige, där den är klassificerad som livskraftig (LC), finns den i Skåne, medan den i Finland, där den är rödlistad som sårbar, endast har påträffats i den sydvästligaste delen

## Ekologi
Den rödsköldade torrbackspigan föredrar torrare, gräsrika habitat, som torrängar, ruderatmarker, sten- och sandbrott, märgelgravar, glesa skogar, solexponerade skogsbryn, trädgårdar och parker där den lever på gräs, träd, buskar samt undantagsvis i vedstumpar, visset gräs och löv och förna. Födan består av bladlöss.

## Bildgalleri

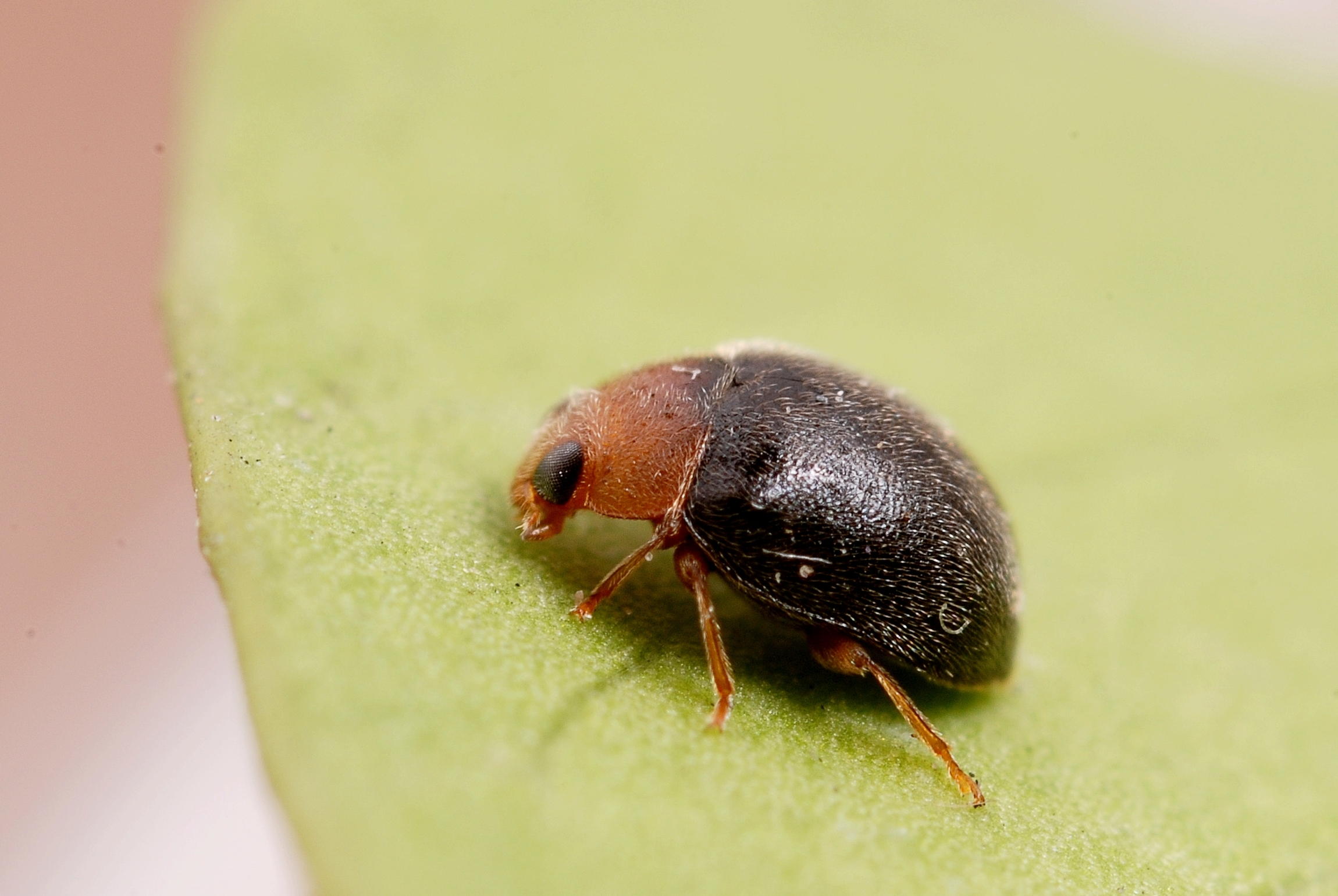
Rödsköldad torrbackspiga, hane